# Guiara
De guiara (Euryzygomatomys spinosus)  is een zoogdier uit de familie van de stekelratten (Echimyidae). De wetenschappelijke naam van de soort werd voor het eerst geldig gepubliceerd door G. Fischer in 1814.

## Voorkomen
De soort komt voor in Brazilië, Paraguay en Argentinië.